# Ганфштенгль, Эрнст
Эрнст Франц Се́джвик («Пу́тци») Га́нфштенгль (нем. Ernst Franz Sedgwick Hanfstaengl, иногда Ханфштенгль; 2 февраля 1887 или 11 февраля 1887, Мюнхен — 6 ноября 1975, Мюнхен) — немецкий историк, издатель и политик. Друг Адольфа Гитлера в 1920-е годы, оказывал финансовую поддержку НСДАП. В 1933—1937 годах занимал должность пресс-секретаря НСДАП по связям с зарубежной прессой.

## Биография

### Семья и образование
Родился в состоятельной мюнхенской семье издателя и антиквара Эдгара Ганфштенгля и его супруги Катарины Вильгельмины Седжвик-Гейне и являлся наполовину американцем. Бабушка Эрнста по материнской линии происходила из хорошо известной в Новой Англии семьи и приходилась кузиной генералу армии Союза Джону Седжвику. Ганфштенгли были известной в Мюнхене семьей: дед Франц служил фотографом при дворе короля Баварии, а унаследовавший дело отец Эрнста Эдгар прославился романом с герцогиней Софией Шарлоттой Баварской, в то время невестой короля Баварии Людвига II. Прозвище «Путци» (в баварской деревне означает «мальчуган») Ганфштенгль носил с двух лет, так его называла выхаживавшая заболевшего дифтерией Эрнста служанка из простых крестьян.
Эрнст учился в королевской баварской гимназии, где одним из его учителей был отец Генриха Гиммлера. Окончив гимназию, Эрнст отправился в США и в 1905—1909 годах учился в Гарварде. Одним из его одноклассников был будущий президент США Франклин Рузвельт. В Гарварде Ганфштенгль сдружился с Т. С. Элиотом, Уолтером Липпманом, Хендриком ван Лооном, Хансом фон Кальтенборном, Робертом Бенчли и Джоном Ридом; он играл на фортепиано в четыре руки с будущим начальником полиции штата Нью-Йорк Джоном Уорнером и сочинил вместе с ним музыкальную комедию. Вернувшись на родину, Ганфштенгль добровольно отслужил год в королевской баварской гвардейской пехоте, а затем учился в течение года в Гренобле, Вене и Риме. В 1911—1921 годах проживал в Нью-Йорке, где до 1918 года возглавлял филиал отцовской компании, художественный салон Ганфштенгля на 5-й авеню, в котором побывали Пирпойнт Морган, Генри Форд, Артуро Тосканини, Карузо, Альберто Сантос-Дюмон, Игнаций Падеревский и молодой Чарли Чаплин. После вступления США в Антанту Ганфштенгль благодаря своим влиятельным знакомым не был интернирован в обмен на обещание не участвовать в антиамериканской деятельности. К концу Первой мировой войны художественный салон был конфискован как «вражеская собственность». Имущество стоимостью в полмиллиона долларов было продано на аукционе примерно за 8 тысяч. После заключения перемирия Ганфштенглю позволили открыть небольшой магазин по продаже предметов искусства.
В 1920 году женился на Хелен Элизе Адельгейде Нимейер, дочери германо-американского бизнесмена, эмигрировавшего из Бремена. В 1921 году у супругов родился сын Эгон. В 1921 году вернулся в Мюнхен. В 1924 году у Ганфштенглей родилась дочь Герта, которая умерла в возрасте 5 лет. В 1921—1927 годах Ганфштенгль изучал историю в Мюнхенском университете и в 1928 году защитил диссертацию на соискание степени доктора филологических наук по теме проблем Баварии и Австрийских Нидерландов в XVIII веке.

### В НСДАП
В 1922 году Ганфштенгль познакомился с Адольфом Гитлером в мюнхенской пивной «Киндлькеллер», где тот выступал с речью на партийном собрании. Гитлер только что отбыл наказание в виде одного месяца тюремного заключения за нарушения общественного порядка и показался Ганфштенглю провинциалом с венским акцентом, одетым как официант. Смущало и его сомнительное окружение, тем не менее, само выступление Гитлера и его ораторское искусство произвели на Ганфштенгля сильное впечатление. Ганфштенгль побывал ещё на нескольких выступлениях Гитлера и, чтобы познакомиться с ним поближе, пригласил его на обед, и вскоре Гитлер стал частым гостем в доме Ганфштенгля. Гитлер проводил много времени в компании старшей сестры Ганфштенгля Эрны и воспылал платонической страстью к его жене Хелен. Ганфштенгль принимал активное участие в работе НСДАП и познакомился с соратниками Гитлера. Он занял место в ближнем окружении Гитлера, высоко ценившего его игру на фортепиано. Ганфштенгль часто играл для Гитлера в его скромной квартире на Тьерштрассе, помогая прийти в нужное состояние духа перед важными встречами. Ганфштенгль познакомил Гитлера с американскими футбольными маршами, в том числе собственного сочинения, написанными в Гарварде на основе немецких мелодий. Идея использовать гипнотический эффект испытанных приёмов воздействия на футбольных болельщиков была с энтузиазмом поддержана Гитлером. Вскоре марш Ганфштенгля «Фаларах» разучил оркестр СА. Ганфштенгль написал ещё с десяток маршей, и под один из них колонны коричневорубашечников маршировали через Бранденбургские ворота в день прихода Гитлера к власти.
Гитлеру импонировало происхождение Ганфштенгля, с его помощью он намеревался придать респектабельности своей партии и часто брал его с собой на встречи с целью сбора средств для партии. Во время одной автомобильной поездки в Берлин через Саксонию, Ганфштенгль фактически спас Гитлера от гибели, когда на дороге у Делича их машину остановил отряд коммунистической милиции, выдав себя за швейцарского бизнесмена, а Гитлера — за своего лакея. Ганфштенгль ввёл Гитлера в высшие слои мюнхенского общества. В своих речах Гитлер использовал материалы из иностранной прессы, с которыми его знакомил Ганфштенгль. Как-то Ганфштенгль и Гитлер беседовали о методах работы средств массовой информации в США, и Гитлер посетовал на скудность освещения деятельности партии в немецкой прессе. Партийный орган печати Völkischer Beobachter выходил всего лишь на четырёх страницах один раз в неделю, и чтобы выпускать газету ежедневно, требовались значительные финансовые вливания. Эту финансовую помощь оказал Ганфштенгль, передавший Аманну на приобретение двух американских ротационных печатных машин средства, как раз вырученные им за отказ от доли в художественном магазине в Нью-Йорке в пользу партнёра. Благодаря приобретённым Ганфштенглем ротапринтам Völkischer Beobachter стал выходить с 29 августа 1923 года как полноформатная ежедневная газета, редактором которой Гитлер назначил Альфреда Розенберга. Ганфштенгль безуспешно пытался сдерживать влияние на Гитлера идей антибольшевизма, антисемитизма и антиклерикализма, исповедуемых Розенбергом, и обратить внимание Гитлера на значение США в европейской политике и убедить в невозможности победы над Россией.  
В 1923 году Ганфштенгль участвовал в Пивном путче; Гитлер поручил ему защиту интересов партии перед зарубежной прессой. В «Бюргербройкеллере» вечером 8 ноября Ганфштенгль провёл пресс-конференцию для приглашённых им туда иностранных журналистов, но по счастливой случайности не участвовал в нацистском марше на следующий день и избежал участия в перестрелке у Фельдхернхалле на Одеонсплац. После провала «национальной революции» Гитлер в ожидании машины от его почитателя Эдвина Бехштейна для дальнейшего бегства скрывался на чердаке дома Ганфштенгля в Уффинге. Гитлер был арестован полицией через несколько дней, машина Бехштейна пришла слишком поздно. В доме в Уффинге всё это время находились только беременная жена и сын Ганфштенгля, а он сам бежал после путча в австрийский Куфштайн. Увидев полицейских, Гитлер попытался застрелиться, но Хелен Ганфштенгль выбила у него пистолет из руки. Находясь в бегах в Австрии под чужим именем, Ганфштенгль посетил раненого Геринга в госпитале в Инсбруке, а в Вене познакомился со сводной сестрой Гитлера Ангелой Раубаль и её дочерью Гели.
В Баварию Ганфштенгль нелегально вернулся под Рождество, а вскоре после того, как Гитлер предстал перед судом, приказ на арест Ганфштенгля был отменён. Ганфштенгль несколько раз посетил Гитлера в тюремной камере во время судебного процесса и во время его заключения в Ландсбергской тюрьме. После роспуска партии и закрытия Völkischer Beobachter по просьбе Макса Аманна Ганфштенгль оплатил часть счетов газеты, чтобы удержать редакцию на плаву.  Тайно выносил из тюрьмы рукописи Mein Kampf, изданием которой он обязался заняться. В день освобождения Гитлера из тюрьмы его ждали на торжественный обед в доме Ганфштенглей в Мюнхене. Заметив, что после Ландсберга и выхода «Майн кампф» Гитлер попал под влияние местных политиков и прежде всего Рудольфа Гесса, Ганфштенгль пытался расширить политический горизонт Гитлера, предложив ему выучить английский язык и отправиться в путешествие за границу, но Гитлер категорически отверг эти предложения, объяснив свой отказ необходимостью восстановления и реорганизации партии. В 1924—1928 годах Ганфштенгль несколько отстранился от партийной работы, отчасти разочарованный Гитлером и лишившись его доверия, отчасти из-за семейных проблем, занимался написанием научных работ, путешествовал с женой по Европе и работал в семейном бизнесе. Работая в Париже над фотографиями экспонатов Лувра для альбома репродукций для семейного издательства, Ганфштенгль познакомился с Пикассо, Дереном, Мари Лорансен и другими французскими художниками.
В 1929 году вернулся к партийной работе. На партийном съезде в Нюрнберге познакомился и впоследствии сдружился с принцем Августом Вильгельмом Прусским, интересовавшимся деятельностью нацистской партии от имени Гогенцоллернов. К этому времени НСДАП стала получать в своё распоряжение весьма крупные субсидии с помощью нового пресс-атташе Гитлера Отто Дитриха, благодаря семейным связям в Руре познакомившего Гитлера с Эмилем Кирдорфом и Фрицем Тиссеном. В мюнхенском доме Ганфштенгля на Пинценауэрштрассе проходили встречи Гитлера с хранившим дистанцию принцем Ауви и Герингом, пока ещё не реабилитировавшемся в глазах партийцев после эмиграции в Швеции. После успеха национал-социалистов на выборах в рейхстаг 1930 года Гитлер, несмотря на несколько лет полуотчуждения, предложил Ганфштенглю пост главы по контактам партии с иностранной прессой. 1 января 1931 года в Мюнхене открылась штаб-квартира НСДАП — Коричневый дом, где у Ганфштенгля появился собственный кабинет по соседству с Генрихом Гиммлером. В секретари к Ганфштенглю неудачно пытался устроиться владевший английским языком молодой Бальдур фон Ширах. В должности пресс-секретаря по связям с иностранной прессой Ганфштенгль, воспользовавшись дружескими отношениями с Рэндольфом Черчиллем и в марте 1932 года безуспешно пытался организовать в Мюнхене встречу Гитлера с Уинстоном Черчиллем. В последний момент Гитлер от встречи отказался.
В 1933 году получил официальное назначение, став пресс-секретарём партии. Написал марш гитлерюгенда Jugend marschiert (Jugend zieht durch die Straßen, stolz mit brausendem Sang!), впервые прозвучавший на экране в 1933 году в фильме «Ханс Вестмар — один из многих». Ганфштенгль не пользовался популярностью в кругу приближённых Гитлера по ряду причин: из-за его принадлежности к «буржуазному» классу, постоянных противоречий и конфликтов со многими нацистскими лидерами, из-за критики устанавливающегося в Германии диктаторского режима и пр. Несмотря на то, что никто не воспринимал Ганфштенгля как непосредственную угрозу, для большинства он выступал раздражителем. Судя по мемуарам Альберта Шпеера, Ганфштенгль был «не столько врагом, сколько опасным болтуном».

### Падение и дальнейшая жизнь
В 1937 году Гитлер направил Ганфштенгля с секретной миссией в Испанию, раздираемую Гражданской войной, и Ганфштенгль бежал в Цюрих. Организовав срочный выезд сына из Германии, сам Ганфштенгль укрылся в Лондоне. После начала войны в 1939 году, Ганфштенгль был взят под стражу как гражданин вражеского государства, а позднее был интернирован в Канаду. Только в 1942 году он получил некоторую свободу, когда благодаря своим старым связям сумел устроиться при штабе американского правительства, где занимался вопросами антинацистской пропаганды. Предоставил информацию на порядка 400 нацистских лидеров (включая 68 страниц об одном только Гитлере).
После смерти Рузвельта в 1945 году надобность в Ганфштенгле отпала. К этому моменту его передали назад британцам, в 1946 году его перевезли обратно в Германию, где держали в лагере для интернированных в Реклингхаузене в течение полугода. В 1947 году он вернулся в Мюнхен.
Похоронен на Богенхаузенском кладбище в Мюнхене.

## В культуре
Является одним из героев фильма «Гитлер: Восхождение дьявола» (роль исполнил Лев Шрайбер) и стал одним из героев романа Максима Кантора «Красный свет». Также под фамилией Ханфштенгль появляется в романах Ричарда Хьюза «Лисица на чердаке» и «Деревянная пастушка».
Был композитором-любителем. Фрагменты его сюиты для фортепиано, написанной по случаю смерти дочери, вошли в фильм «Ханс Вестмар — один из многих», на одну из этих мелодий был написан текст марша гитлерюгенда (Jugend zieht durch die Strassen stolz mit brausendem Sang — после бегства Ганфштенгля исполнялся без слов, а для Гитлерюгенда сочинили новую песню-марш Vorwärts, Vorwärts). В СС использовался марш «Немецкий ветерок» (Deutscher Föhn).